# Fotbalový klub Chmel Blšany
El Fotbalový klub Chmel Blšany fue un club de fútbol checo de la ciudad de Blšany. Fue fundado en 1946, en el momento de su disolución jugaba en la Krajský přebor, el quinto nivel del fútbol checo.
En 1998, año que logró el ascenso a la Gambrinus Liga, fue el club en disputar la primera división de una liga europea con la menor cantidad de habitantes de una ciudad (926). Dicho récord fue superado en el año 2015 cuando el Termalica Bruk-Bet Nieciecza, de la ciudad de Nieciecza consiguió el ascenso a la Ekstraklasa polaca con 750 habitantes.
Petr Čech actual arquero del Arsenal, ex-Chelsea y antiguo arquero de la Selección de República Checa debutó en 1999 en este club, donde disputó 28 partidos. Luego en 2001 fue transferido al Sparta Praga.